# Галогенангидриды

Галогенангидрид

Галогенангидриды — в органической химии соединения, состоящие из остатка карбоновой кислоты, гидроксильная группа которой замещена на галоген. Кроме того существуют хлорангидриды сульфокислот(R-SO2Cl). Чаще всего используются хлорангидриды, реже бромангидриды. Галогенангидриды являются высокореакционноспособными веществами и широко используются в органическом синтезе для введения ацильной группы (реакция ацилирования).

## Методы синтеза
Хлорангидриды могут быть получены реакцией карбоновой кислоты с хлоридом фосфора(V) или тионилхлоридом, бромангидриды — с бромидом фосфора(V). Фторангидриды могут быть получены реакцией карбоновых кислот с фтористым цианом.

## Химические свойства
Гидролиз:
RCOX + H2O → RCOOH + HX
Реакция со спиртами и алкоголятами (Получение сложных эфиров):
RCOX + HOR′ → RCOOR′ + HX
или
RCOX + NaOR′ → RCOOR′ + NaX
Реакция с аминами (получение амидов):
RCOX + HN(R′)R″ → RCON(R′)R″ + HX
Реакция с аренами по Фриделю-Крафтсу (получение ароматических кетонов):
RCOX + C6H6 → C6H5COR + HX

## Токсикология и безопасность
Галогенангидриды являются сильными лакриматорами.